# Ken’ichi Hashimoto
Ken’ichi Hashimoto (jap. 橋本 研一 Hashimoto Ken’ichi; ur. 16 kwietnia 1975) – japoński piłkarz występujący na pozycji napastnika.

## Kariera klubowa
Od 1994 do 1997 roku występował w klubach Kashima Antlers i Yokohama Marinos.